# Norinco Tipo 86S
El Norinco Tipo 86S es un fusil de asalto del estilo del AKM fabricado por Norinco. Funciona de la misma manera que los fusiles AKM pero con algunas excepciones. Muchas partes son intercambiables con los AKM.

## Diseño
El conjunto gatillo-fiador-martillo está alojado en una extensión trasera del cajón de mecanismos, muy por detrás de la empuñadura. El mecanismo de operación es exactamente el mismo que el del AKM/AK-47, con la excepción de tener una barra de conexión entre el gatillo y el fiador. La palanca selectora y de seguridad es diferente de la encontrada en el AK-47/AKM. El mismo está situado en el lado derecho del cajón de mecanismos, justo encima del pistolete. La manija del cerrojo está localizada debajo del asa de transporte. Una empuñadura delantera plástica está montada en la parte frontal del cajón de mecanismos, y cuando no se usa se puede plegar hacia adelante, bajo el cañón. El cargador va insertado en un brocal situado detrás del pistolete, que puede aceptar cargadores de 10, 20 y 30 cartuchos, así como tambores. El alza y el punto de mira están montados en la combinación del tubo de gases y guardamanos. Cambiando el ajuste del alza, se puede establecer para alcances de 100, 200 o 300 metros.

## Estado
El Tipo 86S fue una vez importado a los Estados Unidos, y destinado al mercado civil. Menos de 2.000 fusiles fueron importados a este país en la década de 1980 antes de ser prohibida la importación de acuerdo a la ley del Control del Crimen Violento y Orden Público, de 1994.